# ぎふチャン 県・市政テレビ番組
『ぎふチャン 県・市政テレビ番組 』（ぎふチャン けん・しせいてれびばんぐみ）は、岐阜放送（ぎふチャン）で制作されている、岐阜市・岐阜県の情報番組である。
様々なスタイルで放送されており、放送時間もバラバラである。

## 県議会だより

### 放送時間
2020年10月現在
- 毎週水曜日　17:55 - 18:10→（不定期）

### 概要
『県議会だより』（けんぎかいだより）は、字幕付き、ハイビジョン放送。
岐阜県議会常任委員会の県内視察の様子を放送する。
金曜は、あなたの街から・岐阜市の放送の為、月～木曜に放送している。
「今回の視察の概要」を委員会にインタビューしたり、視察の様子や関係者のインタビュー、委員会の取組などを紹介する。
関連して「岐阜県議会だより」という冊子が発行されており、インターネットで閲覧することができる。
- 委員会視察の以下の視察模様を放送している。[2]
  - 教育警察委員会の視察
  - 厚生環境委員会の視察
  - 農林委員会の視察
  - 土木委員会の視察

### 出演者
- 岐阜県議会常任委員会

企画
- 岐阜県

## ぎふ県政ほっとライン

### 放送時間
過去
- 毎週木曜日 18:53 - 18:57、再放送：毎週火曜日 21:54 - 21:58
- 毎週木曜日 18:55 - 18:59、再放送：毎週火曜日 21:54 - 21:58※2022年4月現在

2024年10月現在
- 木曜 21:54 - 21:58

### 概要
『ぎふ県政ほっとライン』（ぎふけんせいほっとらいん）は、ハイビジョン放送、手話放送、データ放送対応の番組。データページは、ぎふチャンのデータ放送で24時間放送、毎週木曜日に更新される。
「県政のホットな“情報”やホッとする“話題”をお届けする」をキャッチフレーズに、岐阜県の公式キャラクター・ミナモとリポーターが、県からのお知らせや最新情報を紹介する番組。
拡大版（30分）、通常版（4分）の2つがあり、前者は不定期、後者はレギュラー放送される。
タイトルの下に、英語で「HOT LiNE」とロゴマークで表記され、「ぎふ県政ほっとライン　スタート!」という合言葉から始まる。
画面右下に手話通訳が表示される。

### 出演者
- リポーター（交代制）
- 「清流の国ぎふ」マスコットキャラクター:ミナモ
- 岐阜県内の人々

提供
- 岐阜県
- 岐阜県JAグループ

## ぎふ県だより

### 放送時間
過去の放送時間
- 毎週金曜日 18:53 - 18:57 ※2020年10月現在
- 毎週金曜日 20:52 - 20:57 ※2022年6月現在
- 毎週金曜日 19:25 - 19:30 ※2024年4月現現在

### 概要
『ぎふ県だより』（ぎふけんだより）は、最新の岐阜県のお知らせ、イベント情報を紹介する番組。ハイビジョン放送、手話放送に対応。
「岐阜県民の歌」をBGMに、「ぎふ県だより」のテロップが表示され、紹介項目が並べられ、ナレーションとテロップ表示で進行する。画面右下には手話通訳が表示される。
番組の最後に、音楽・演奏のテロップが左下、提供とのテロップが映され右下、「ぎふ県だより」のテロップが左上に表示され、
最後にミナモのマスコットキャラクターに、「清流の国ぎふ」のテロップが左下、制作・著作と、「終」とテロップが右下に表示され、「ぎふ県だより」のテロップが左上に表示される。
ぎふ県政ほっとラインとは異なり、データ放送が表示されない。

### 出演者
音楽
- 岐阜県民の歌 - 演奏：岐阜県立池田高等学校吹奏楽部

提供
- 岐阜県

## 岐阜市版withコロナ

### 放送時間
2020年10月現在
不特定時間

### 概要
『岐阜市版withコロナ』（ぎふしばんうぃずころな）は、「新型コロナウイルス」から身を守るためのマナーとしての対策を紹介する番組。ハイビジョン放送。
以下の3パターンがあり、YouTube（岐阜市公式チャンネル）でも配信している。
- 【飲食店編】コロナ社会を生き抜く新たなライフスタイルの実践
- 【災害時の対応編】コロナ社会を生き抜く新たなライフスタイルの実践
- 【日常生活編】コロナ社会を生き抜く新たなライフスタイルの実践

### 出演者
リポーター
- 高木由麻奈

ナレーション
- 澤茂奈実（ぎふチャンアナウンサー）

企画
- 岐阜市

## つなぐ〜清流文化の未来〜

### 放送時間
毎週月曜18:00 - 18:15（隔週・再放送）

### 放送期間
2023年10月2日 - 2024年3月25日

### 概要
『つなぐ〜清流文化の未来〜』（つなぐ〜せいりゅうぶんかのみらい〜）は、2024年7月31日〜8月5日にかけて行われる、「清流の国ぎふ総文2024（全国高等学校総合文化祭）」の開催前の取組を紹介する番組。ハイビジョン放送。協賛は岐阜信用金庫。
放送後はYouTubeで配信されている。また株式会社中広が発行する地域情報誌に、2023年11月号〜2024年4月まで番組の関連情報が掲載される。

### スタッフ
企画
- 岐阜県

制作
- Buddy

制作・著作
- 中広

## みんなで学ぶ防災・減災

### 放送時間
放送時間
- 水曜 19:30 - 19:50（2020.7.22、2020.10.21、2021.2.3）

### 概要
『みんなで学ぶ防災・減災』（みんなでまなぶぼうさい・げんさい）は、身の回りで災害が発生した時に“どう判断し、何をすべきか”、伊勢湾台風から60年となる節目の年に、過去の災害の教訓から防災への備えと意識向上を目指すシリーズ。ぎふチャン×岐阜県テレビ特別番組。ハイビジョン放送対応。

### 出演者
- 澤茂奈実ほか

制作著作
- ぎふチャン、岐阜県

## 進め！防災探検隊

### 放送時間
放送時間
- 木曜 18:00 - 18:15（2022.7.14、2022.11.10、2023.2.9）

### 概要
『進め！防災探検隊』（すすめ！ぼうさいたんけんたい）は、防災・減災の重要性を伝える番組。全3回シリーズ。ハイビジョン放送。
「南海トラフ地震」発生の可能性も高まる中で、番組内で「防災探検隊」を結成し、それに扮した小学生2名とぎふチャンアナウンサーが、毎回テーマごとに防災の疑問を解決していく。ドラマ仕立てのセミドキュメントで展開し、実際の被災地に赴き、被災者や普段から防災啓発活動を行う方々の生の声を聞く。そこで気づいたことや疑問に思うことを、専門家の意見を聞きながら、隊員たち自身が考え、自主的に学んでいくという趣旨。

### 出演者
- （防災探検隊）
  - りん斗隊員：荒井りん斗（小学三年生）
  - 美月隊員：矢田美月（小学六年生）
  - 友理隊長：白井友理（ぎふチャンアナウンサー）

- アシスタント:村岡治道（岐阜大学特任准教授）
- 朝倉勝美（防災士）
- 宇佐見勲（まち歩きガイド：平成30年7月豪雨の被災者）

制作著作
- ぎふチャン、国土交通省中部地方整備局岐阜国道事務所

## 岐阜県で発生しやすい災害やその特性を知る

### 放送時間
放送時間
- 木曜 18:00 - 18:15（2023.8.31）

### 概要
『岐阜県で発生しやすい災害やその特性を知る』（ぎふけんではっせいしやすいさいがいやそのとくせいをしる）は、岐阜県で過去に発生した自然災害を学び「水害」と「地震」それぞれの分野で有識者の意見を伺い、それぞれの分野での岐阜県で起こりやすい傾向とその対策を学習する番組。ハイビジョン放送。

### 出演者
- 原田守啓[9]（岐阜大学准教授）
- 久世益充[10]（岐阜大学流域圏科学研究センター准教授）
- 白井友理（ぎふチャンアナウンサー）

## 関連番組
- ぎふサテ!
- NEWSぎふチャン
- あなたの街から